# 钳肢

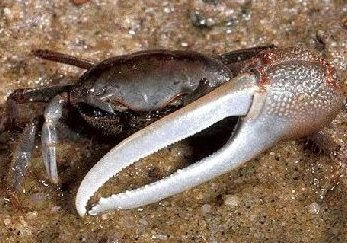
招潮蟹和其他沙蟹科成员有着大小不一的螯，通常左大右小

螯钳的力学图示

螯（源自拉丁語：和古希臘語：，羅馬化：khēlḗ，意为“爪子”）也称螯钳（pincer），是许多节肢动物附肢末端的一个钳状器官，其所在的附肢称作钳肢（cheliped）。
螯通常处于第一对腿的末端（如甲壳动物），但也可以位于触肢和螯肢（螯肢动物的口器）的末端，在一些物种（如拟蝎）中甚至可以配有毒液。螯的主要功能是抓取并切割食物以便进食，其次是作为捕食、自卫和挖洞的武器和工具，在繁殖季节也可以作为种内竞争的性选择工具。一些蟹类（如沙蟹和招潮蟹）、虾类（如鼓虾）和螯龙虾还可以利用螯的摆动和敲击声进行交流。

## 用途
钳肢的用途很多，但最常见的是用来捕食、切割食物和自卫，具体功能可以从其形态上看出来——用来战斗的附肢在螯刃上通常长有锯齿状的凸起来增加局部压强和穿透力，而用来捕食的螯则通常有爪状弯曲的末端来增加成功钩住猎物的概率。一些蟹类有着大小不一的一对钳肢，通常较大的一只螯被用来战斗或用作求偶工具，而小的一只螯则专职辅助进食。鼓虾则干脆可以利用螯的快速闭合敲击制造冲击波震晕猎物进行捕食。寄居蟹则经常用钳肢将海葵移植到其寄居的螺壳上获得互利共生的反捕食者防御。
一些蝎类完全依赖其钳肢（其实是触肢）捕杀猎物，而另一些则主要用钳肢按住猎物后用带有毒液的螫针完成捕杀。在遇到天敌时，钳肢是蝎类主要的防御武器，只有在无法吓退对方的时候才会使用螫针和毒液。因为蝎类的视力不佳，其钳肢布满负责触觉的细毛，其感官功能与昆虫的触角相似。
钳肢还可以被用来进行挖掘或攀爬（如椰子蟹），同时还可以在繁殖季节用作吸引配偶的性选择工具。在交配时，许多雄性螃蟹还会用钳肢夹住雌蟹防止意外分离。